# Ембинська міська адміністрація
Е́мбинська міська адміністрація (каз. Ембі қаласы әкімдігі, рос. Эмбинская городская администрация) — адміністративна одиниця у складі Мугалжарського району Актюбінської області Казахстану. Адміністративний центр та єдиний населений пункт — місто Емба.
Населення — 12783 особи (2021; 11251 у 2009, 12605 у 1999, 16056 у 1989).
Станом на 1989 рік існувала Ембинська міська рада (місто Емба), селище Роз'їзд 57 перебувало у складі Мугоджарської сільради. Станційне селище Роз'їзд 57 було ліквідовано 2019 року.

## Склад
До складу округу входять такі населені пункти:
| Населений пункт                | Населення, осіб (1989) | Населення, осіб (1999) | Населення, осіб (2009) | Населення, осіб (2021) |
| ------------------------------ | ---------------------- | ---------------------- | ---------------------- | ---------------------- |
| Емба, місто                    | 16035                  | 12345                  | 11212                  | 12783                  |
| --Роз'їзд 57, станційне селище | 21                     | 260                    | 39                     | -                      |